# فيريدا، باهيا
فيريدا، باهيا بلدية في ولاية باهيا في المنطقة الشمالية الشرقية من البرازيل.